# 24 heures vélo du bois de la Cambre
Les 24 heures vélo du bois de la Cambre constituent le plus important rassemblement annuel de scouts et guides en Belgique qui se déroule, comme son nom l'indique, dans le cadre du bois de la Cambre, à Bruxelles. Il s’agit pour les sections inscrites de parcourir un maximum de kilomètres du samedi au dimanche midi, et ce en fonction du système de la course relais. À côté de la course, à proprement parler, il existe une catégorie particulière de vélos roulant sur le circuit : les vélos folkloriques, décorés conformément au thème de l’édition. La course est également égayée par un concours de stands, ainsi qu'un « village animation » proposant de nombreuses activités.

## Historique

### Origines de l'événement
Les 24 heures vélos du bois de la Cambre ne sont pas la première course cycliste de 24 heures organisés pour des scouts. Il y eut au moins trois courses auparavant, l'une à Zolder, l'autre au Heysel (aux alentours de 1979) à Bruxelles et la troisième à Louvain-La-Neuve en 1981. Mais la grande différence est que cette fois, l'aventure va se pérenniser. Stephane Frantzen, Chef de Troupe Santiano (44e) de l'Unité de l'Annonciation, a eu l'idée en 1985 d'organiser une course cycliste pour les unités scoutes de la région. Très vite, le nombre de sections inscrites a grimpé et c'est de toute la Belgique que des unités s'inscrivent. 30, 50, 70 puis 100 vélos et plus participent désormais à l'événement.
L'âge minimum pour participer aux 24 heures étant de 12 ans, l'année suivante, Pierre Montero propose de créer une course pour les animés de 7 à 12 ans à l'intérieur du circuit des 24h, appelée « 5h Bicross du Bois de la Cambre ». Elle est renommée 5 heures VTT du Bois de la Cambre ultérieurement.
En 1996, à la suite d'un changement dans l'équipe d'organisation, il n'y a pas d'édition.
Depuis février 2003, l'organisation s'est rassemblée dans l'ASBL des 24 heures vélo du Bois de la Cambre pour pérenniser l'organisation de cet événement.
Lors du centenaire du scoutisme en 2007, il est décidé de ne pas organiser la course pour participer à l'organisation de JAMbe, le plus grand rassemblement scout au monde à ce jour.
Lors de la 27e édition en mars 2013, les conditions météorologiques hivernales, exceptionnelles pour la saison, poussent les organisateurs à mettre  fin prématurément à la course qui est interrompue au milieu de la nuit, d'abord provisoirement ensuite définitivement à cause des chutes de neige. C'est la première annulation de toute l'histoire de la course. Les participants contraints de passer la nuit sur place sont pris en charge par les organisateurs et la Croix-Rouge de Belgique. Trois à quatre hypothermies mineures sont répertoriées.
À deux semaines du départ de la 34e édition des 24h vélo, le gouvernement belge prend des mesures exceptionnelles visant à limiter la propagation du virus Covid-19. L'une d'elles consiste à interdire tous les rassemblements, par conséquent, l’événement doit être annulé.
Depuis 2005, le nombre de participants pour les 24h et les 5h s'établit aux alentours des 10 000 participants,, ce qui en fait le rassemblement annuel scout le plus important en Belgique.

## Déroulement
La course a lieu le week-end précédant les vacances scolaires de Pâques du samedi 12h au dimanche même heure (24 et 25 mars pour l'édition 2017, 24 et 25 mars pour l'édition 2018, 23 & 24 mars pour la 38e édition 2024). La course dure toujours 24 heures : lors des week-ends avec un changement d'heure, la course commence à 11:30 pour se finir à 12:30 le lendemain.
Outre la course, des animations, des tournois sportifs, des spectacles et des concerts entourent l'évènement tout au long du week-end. Au centre de la plaine, on retrouve le village Animation qui reçoit chaque année des partenaires volontaires qui vous présentent une farandole d'animations diverses et variées allant d'un stand photo à un concours de lancer de bottines en passant par un stand de danse.
Le dimanche, vers 12h30 se déroule le grand rassemblement devant le podium, où sont remis les prix vitesses scouts, guides et folkloriques, le prix beauté folklorique, le prix de la prouesse technique, le prix du plus beau stand ainsi que divers prix d'animations.

## Thèmes
| Édition | Année | Thème                                              | Explications |
| ------- | ----- | -------------------------------------------------- | --- |
| 13e     | 1998  | L'Espace                                           | |
| 14e     | 1999  | La BD, le Moyen Âge, Moi et mon Unité              | |
| 15e     | 2000  | Les grandes inventions                             | |
| 16e     | 2001  | L'Europe et son folklore                           | |
| 17e     | 2002  | Contes et légende                                  | |
| 18e     | 2003  | Civilisations antiques                             | |
| 19e     | 2004  | 10.000 scouts et guides sous les mers              | |
| 20e     | 2005  | Et demain : planète verte ? planète grise ?        | |
| 21e     | 2006  | Les métiers d'hier et d'aujourd'hui                | |
| 22e     | 2008  | De l’Acropole à l’Atomium                          | À l'occasion du 50e anniversaire de la construction de l'Atomium |
| 23e     | 2009  | Le Monde de la Musique                             | |
| 24e     | 2010  | 24 siècles de mobilité, 24 ans qu'on roule         | |
| 25e     | 2011  | Les 24 heures passent à table                      | |
| 26e     | 2012  | Un esprit scout dans un corps sain                 | |
| 27e     | 2013  | Les 24 heures vélo planchent sur...                | |
| 28e     | 2014  | The Snow Must Go On                                | Thème faisant référence à l'édition 2013, annulée pour cause de chutes de neiges                                                                                                |
| 29e     | 2015  | Les 24 heures illuminent le Bois de la Cambre      | Année internationale de la lumière |
| 30e     | 2016  | Bike To The Future                                 | Année à laquelle Marty et Doc se projettent dans le futur dans le film "Retour vers le futur"                                                                                   |
| 31e     | 2017  | We Want You To Bike!                               | A l'occasion de l'élection du 45e président des États-Unis |
| 32e     | 2018  | 24h pour décrocher la Lune                         | Hommage à la conquête spatiale (Spoutnik, les missions Apollo, les fusées Ariane, la station Mir...)                                                                            |
| 33e     | 2019  | La Grande Boucle des 24h                           | Pour l'occasion du 50e anniversaire de la victoire d'Eddy Merckx au Tour de France                                                                                              |
| 34e     | 2020  | Les Jeux Olympiques de Tokyo 2020                  | A l'occasion des jeux olympiques de Tokyo de l'été 2020 |
| 35e     | 2021  | 24 000 kilomètres pour sauver le monde (un peu)    | Evenement d'une semaine via l'application Strava |
| 36e     | 2022  | Les mille nonante & une nuits du Bois de la Cambre | Thème faisant référence aux 1091 nuits depuis lesquels les sections n'ont plus dormi dans le bois (à cause des deux éditions annulées en raison de la pandémie de coronavirus). |
| 37e     | 2023  | Les 24 heures vélociraptors du Bois de la Cambre   | |
| 38e     | 2024  | Les 24 heures vélo de l'abracadacambre             | |
| 39e     | 2025  | Les 24 heures vélo du boa de la Cambre             | Thème faisant hommage au bois de la Cambre, poumon vert de la région de Bruxelles capitale                                                                                      |

## Palmarès
Le record de victoires est détenu par la Quatrième Troupe des Ardents de Saint-Michel qui a remporté la course à 13 reprises.
Lors de la 31e édition s'est produit un scénario inédit depuis de nombreuses années puisque La Troupe de l'Alezan et la Troupe Santiano ont terminé la course sur une égalité parfaite. Ils finissent donc troisièmes ex æquo au classement.
Ce n'est que depuis la 20e édition que le comptage se fait par puce et donc de manière automatique. Auparavant, le comptage se faisait de façon manuelle sur papier (ce qui pouvait entraîner des erreurs).
Il est à noter qu'en 2022 l'unité des Ardents de Saint-Michel est la première à réussir la fameuse Triple Couronne sur la même année, en remportant les 3h Trotinettes chez les Baladins (B3), les 5h VTT chez les louveteaux (M1) et les 24h Vélo chez les scouts (T4).

### Vélos classiques (scouts)
| Édition | Année | Vainqueur                                   | Tours                        | Deuxième                            | Tours                        | Troisième                                       | Tours                        |
| ------- | ----- | ------------------------------------------- | ---------------------------- | ----------------------------------- | ---------------------------- | ----------------------------------------------- | ---------------------------- |
| 1re     | 1985  | 4e Troupe des ardents de St-Michel (1)      | 286                          | 102e                                | 271                          | Troupe Saint-André 38e BW                       | 270                          |
| 2e      | 1986  | 4e Troupe des ardents de St-Michel (2)      |                              |                                     |                              |                                                 |                              |
| 3e      | 1987  | 4e Troupe des ardents de St-Michel (3)      |                              |                                     |                              |                                                 |                              |
| 4e      | 1988  | 4e Troupe des Ardents de St-Michel (4)      | 274                          | Clan Annonciation                   | 257                          | Clan Saint-François                             | 252                          |
| 5e      | 1989  | 30e Troupe de Nodebais                      |                              | Troupe Saint Marc                   |                              |                                                 |                              |
| 6e      | 1990  | Troupe Saint-Marc (1)                       | 272                          | Troupe de Nodebais                  | 265                          | Clan Saint François                             | 253                          |
| 7e      | 1991  | Troupe Philippe Bastin 10ème Divin Sauveur  | 273                          | Troupe TMA                          | 265                          | Troupe Saint-Marc                               | 263                          |
| 8e      | 1992  | Troupe du Campagnol                         | 281                          | Troupe Corbisier                    | 273                          | Troupe TMA                                      | 272                          |
| 9e      | 1993  | Troupe Saint-Marc (2)                       | 308                          | Troupe Anvers                       | 301                          | Troupe du Campagnol                             | 297                          |
| 10e     | 1994  | 4e Troupe des Ardents de St-Michel (6)      |                              |                                     |                              |                                                 |                              |
| 12e     | 1997  | 4e Troupe des Ardents de St-Michel (7)      |                              |                                     |                              | Troupe Notre-Dame du Rosaire                    |                              |
| 13e     | 1998  | Troupe Notre-Dame du Rosaire (2)            | 301                          | Troupe Saint-Marc                   | 279                          | Troupe Santiano                                 | 272                          |
| 14e     | 1999  | Troupe Notre-Dame du Rosaire (3)            | 310                          | Troupe Saint-Marc                   | 294                          | Troupe Sainte-Anne                              | 291                          |
| 15e     | 2000  | Troupe Notre-Dame du Rosaire (4)            | 315                          | 4e Troupe des Ardents de St- Michel | 314                          | Troupe Sainte-Anne                              | 290                          |
| 16e     | 2001  | Troupe Sainte-Anne                          | 300                          | Troupe St-Marc                      | 297                          | Troupe Santiano                                 | 288                          |
| 17e     | 2002  | Troupe Saint-Marc (3)                       | 309                          | Unité Sainte-Anne                   | 300                          | Troupe du Rosaire                               | 299                          |
| 18e     | 2003  | 4e Troupe des Ardents de St-Michel (8)      | 331                          | Troupe Saint-Marc                   | 309                          | Troupe du Rosaire                               | 306                          |
| 19e     | 2004  | Troupe Notre-Dame du Rosaire (5)            | 316                          | Troupe Santiano                     | 312                          | Intrépides de Sainte-Anne                       | 310                          |
| 20e     | 2005  | Tp St-Étienne Bossut (47 SV)                | 325                          | Troupe Intrépides de Sainte-Anne    | 324                          | Troupe Notre-Dame du Rosaire                    |                              |
| 21e     | 2006  | 4e Troupe des Ardents de St-Michel (9)      | 329                          | Troupe St-Étienne de Bossut         | 327                          | Troupe Santiano                                 | 327                          |
| 22e     | 2008  | Troupe Santiano (1)                         |                              | Troupe du Hibou 39                  |                              |                                                 |                              |
| 23e     | 2009  | Troupe Santiano (2)                         |                              | Troupe du Hibou 39                  |                              | 4e Troupe des Ardents de St-Michel              |                              |
| 24e     | 2010  | Troupe du Hibou 39 (1)                      | 337                          | Troupe Santiano                     | 335                          | Troupe ND du Rosaire                            | 329                          |
| 25e     | 2011  | Troupe Santiano (3)                         |                              | Troupe du Hibou 39                  |                              | Troupe St-Étienne Bossut                        |                              |
| 26e     | 2012  | Troupe du Hibou 39 (2)                      | 342                          | 4e Troupe des Ardents de St-Michel  | 341                          | Troupe ND du Rosaire                            | 339                          |
| 27e     | 2013  | Troupe Notre-Dame du Rosaire (après 12h30)* | Course interrompue (neige)   | Course interrompue (neige)          | Course interrompue (neige)   | Course interrompue (neige)                      | Course interrompue (neige)   |
| 28e     | 2014  | Troupe Notre-Dame du Rosaire (6)            | 350                          | Troupe de l'Alezan                  | 348                          | Troupe Santiano                                 | 347                          |
| 29e     | 2015  | 4e Troupe des Ardents de St-Michel (10)     | 334                          | Troupe Notre-Dame du Rosaire        | 330                          | Troupe Santiano                                 | 330                          |
| 30e     | 2016  | Troupe Notre-Dame du Rosaire (7)            | 347                          | Troupe de l'Alezan                  | 345                          | Troupe TMA                                      | 345                          |
| 31e     | 2017  | Troupe Notre-Dame du Rosaire (8)            | 346                          | Troupe TMA                          | 343                          | (ex æquo) Troupe de l'Alezan et Troupe Santiano | 341                          |
| 32e     | 2018  | 4e Troupe des Ardents de St-Michel (11)     | 358                          | Troupe Notre-Dame du Rosaire        | 356                          | Troupe des Dragons                              | 354                          |
| 33e     | 2019  | Troupe Notre-Dame du Rosaire (9)            | 366                          | Troupe de l'Alezan                  | 364                          | Troupe TMA                                      | 363                          |
| 34e     | 2020  | Course annulée (coronavirus)                | Course annulée (coronavirus) | Course annulée (coronavirus)        | Course annulée (coronavirus) | Course annulée (coronavirus)                    | Course annulée (coronavirus) |
| 35e     | 2021  | Troupe TMA                                  | 35 796 km                    | 4e Troupe des Ardents de St-Michel  | 27 520 km                    | Troupe des Malèves 27                           | 18 942 km                    |
| 36e     | 2022  | 4e Troupe des Ardents de St-Michel (12)     | 361                          | Troupe du Tison Ardent              | 359                          | Troupe Saint-Marc                               | 358                          |
| 37      | 2023  | Troupe Notre-Dame du Rosaire (10)           | 339**                        | Troupe du Tison Ardent              | 337                          | Troupe TMA                                      | 337                          |
| 38      | 2024  | 4e Troupe des Ardents de St-Michel (13)     | 347                          | Troupe Notre-Dame du Rosaire        | 344                          | Troupe Santiano                                 | 338                          |
| 39      | 2025  | Troupe Edelweiss (1)                        | 354                          | Troupe des Mustangs                 | 354                          | Troupe TMA                                      | 354                          |

\* Troupe ND du Rosaire en tête au moment de l'interruption à minuit.
** L'organisation a annoncé 327 tours pour les vainqueurs mais un problème de puce est intervenu pour l'ensemble des participants, ce nombre est une estimation.

### Vélos classiques (guides)
| Édition | Année | Vainqueur                       | Tours                        | Dauphin                                                            | Tours                        | Troisième                                                               | Tours                        |
| ------- | ----- | ------------------------------- | ---------------------------- | ------------------------------------------------------------------ | ---------------------------- | ----------------------------------------------------------------------- | ---------------------------- |
| 4e      | 1988  | Compagnie Étoile Filante        | 209                          | Compagnie du Divin Sauveur                                         | 201                          | Compagnie Schraa                                                        | 196                          |
| 6e      | 1990  | Compagnie Étoile Filante        | 213                          | (ex æquo) Compagnie Anonyme (20e BW) et Compagnie du Divin Sauveur | 209                          | /                                                                       |                              |
| 7e      | 1991  | Compagnie Anonyme (20e BW)      | 203                          | Troupe JLS                                                         | 201                          | (ex æquo) Compagnie 53e et Compagnie Saint-Pancrace                     | 198                          |
| 8e      | 1992  | Route Inter Région              | 228                          | Compagnie St-Sébastien                                             | 226                          | Compagnie mixte d'intégration                                           | 218                          |
| 9e      | 1993  | Compagnie Beauval               | 254                          | Compagnie Darwin                                                   | 251                          | (ex æquo) Cie St-Clément, Cie de la Pairelle, Troupe Scoute Odyssée     | 229                          |
| 13e     | 1998  | Compagnie Darwin                | 237                          | Compagnie du Campagnol                                             | 222                          | Compagnie St-Clément                                                    | 217                          |
| 14e     | 1999  | Compagnie St-Barthélémy         | 235                          | Compagnie du Campagnol                                             | 229                          | (ex æquo) Cie Notre-Dame du Rosaire, Cie St-Bernard, Cie Étoile Filante | 222                          |
| 15e     | 2000  | Compagnie St-Barthélémy         | 240                          | Compagnie Notre-Dame du Rosaire                                    | 221                          | Compagnie de la 10e Anvers                                              | 216                          |
| 16e     | 2001  | Compagnie St-Bernard            | 219                          | Compagnie du Centaure                                              | 216                          | Compagnie St-Bernard                                                    | 213                          |
| 17e     | 2002  | Compagnie Saint-Marc            | 218                          | Compagnie Schraa                                                   | 216                          | Troupe de l'Eclair                                                      | 209                          |
| 18e     | 2003  | Compagnie Schraa (2 BS)         | 233                          | Compagnie Ste-Anne du Vivier d'Oie                                 | 222                          | Compagnie St-Marc                                                       | 218                          |
| 19e     | 2004  | Compagnie Schraa (2 BS)         | 237                          | Compagnie Ste-Anne                                                 | 227                          | Compagnie Antigone                                                      | 224                          |
| 20e     | 2005  | Compagnie Schraa (2 BS)         | 249                          | Compagnie Azimut/Ushuaïa                                           | 240                          | Compagnie Ardentes de Ste-Anne                                          | 235                          |
| 21e     | 2006  | Compagnie Bouillax de Linkebeek | 251                          | Compagnie Schraa                                                   | 244                          | Compagnie Ardentes de Ste-Anne                                          | 245                          |
| 23e     | 2009  | Compagnie Ardente de Ste-Michel |                              |                                                                    |                              |                                                                         |                              |
| 24e     | 2010  | Compagnie Ardente de Ste-Michel | 261                          | Cie Notre-Dame du Rosaire                                          | 250                          | Chaine Horizon St-Paul Bx                                               | 245                          |
| 25e     | 2011  | Compagnie Ardente de Ste-Michel |                              |                                                                    |                              |                                                                         |                              |
| 27e     | 2013  | Course interrompue (neige)      | Course interrompue (neige)   | Course interrompue (neige)                                         | Course interrompue (neige)   | Course interrompue (neige)                                              | Course interrompue (neige)   |
| 28e     | 2014  | Compagnie Notre-Dame du Rosaire | 274                          | Compagnie Ardentes de Saint-Michel                                 | 269                          | 20e Unité Saint-Paul                                                    | 261                          |
| 29e     | 2015  | Compagnie Chouette 88           | 254                          | 20e Unité Saint-Paul                                               | 254                          | Compagnie Notre-Dame du Rosaire                                         | 252                          |
| 30e     | 2016  | Compagnie Chouette 88           | 266                          | 20e unité Saint-Paul                                               | 263                          | Compagnie Bouillax de Linkebeek                                         | 261                          |
| 31e     | 2017  | 20e Unité Saint-Paul            | 268                          | Compagnie Ardentes de St-Michel                                    | 268                          | Compagnie Chouette 88                                                   | 263                          |
| 32e     | 2018  | Compagnie Schraa                | 285                          | Compagnie Notre-Dame du Rosaire                                    | 276                          | Compagnie Chouette 88                                                   | 274                          |
| 33e     | 2019  | Compagnie Notre-Dame du Rosaire | 284                          | Compagnie Schraa                                                   | 284                          | 20e Unité Saint-Paul                                                    | 283                          |
| 34e     | 2020  | Course annulée (coronavirus)    | Course annulée (coronavirus) | Course annulée (coronavirus)                                       | Course annulée (coronavirus) | Course annulée (coronavirus)                                            | Course annulée (coronavirus) |
| 36e     | 2022  | 33e Unité Saint-Clément         | 284                          | Compagnie Notre-Dame du Rosaire                                    | 283                          | Compagnie Schraa                                                        |                              |
| 37e     | 2023  | 33e Unité Saint-Clément         | 262                          | Compagnie Schraa                                                   |                              | Compagnie Saint-Marc                                                    |                              |
| 38e     | 2024  | Compagnie Lakawa Saint-Clément  | 281                          | Compagnie Schraa                                                   | 280                          | Compagnie Notre-Dame du Rosaire                                         | 268                          |
| 39e     | 2025  | Compagnie Lakawa Saint-Clément  | 291 (record de tours)        | 67ème Saint-Dominique                                              | 285                          | Compagnie Schraa                                                        | 284                          |

### Vélos folklorique (beauté)
| Édition | Année | Vainqueur                                                 | Dauphin                                             | Troisième                                          | Prouesse technique                      |
| ------- | ----- | --------------------------------------------------------- | --------------------------------------------------- | -------------------------------------------------- | --------------------------------------- |
| 13e     | 1998  | Hélicoptère de la Troupe Saint Paul                       | Titanic de la Troupe de la Mancha                   | Star Wars du Poste pionniers de la 10e             | /                                       |
| 14e     | 1999  | Star Wars de la Troupe de l'Aurore Australe,              | Star Wars de la Troupe Saint Paul                   | Moissonneuse de la Troupe Jean Detienne            | /                                       |
| 15e     | 2000  | Cinéma de la Troupe Saint Paul,                           | Deux-chevaux                                        | Locomotive de la Compagnie Schraa                  | /                                       |
| 16e     | 2001  | Dépanneuse de la 101e Unité Saint-Paul                    | Manneken Pis de la Troupe du Lynx                   | Vache folle de la Compagnie des Minivets           | /                                       |
| 17e     | 2002  | Trône de Sauron de la Troupe du Grand Veneur              | Maison de Hansel et Gretel de la Troupe du Lynx     | Carosse/Citrouille de la Troupe Saint-Michel       | Troupe & Poste ND de Lourdes            |
| 18e     | 2003  | Le marcheur Troupe St Michel de Wavre                     | Le sphinx Troupe Étoile Filante (102 BH)            | La baleine Compagnie des Minivets (43 BS)          | Poste VIP Don Bosco                     |
| 19e     | 2004  | Sous-marin de la Troupe de Don Bosco                      | La baleine Troupe des Aurochs (36 RP)               | L'Aquarium Troupe et Poste Magelan (41 RP)         |                                         |
| 20e     | 2005  | - La terre hospitalisée du Poste VIP Don Bosco (104 WL)   | Némo Troupe de Neder (72 BH)                        | - Camion poubelle de la Troupe de l'Alezan (42 NO) | Troupe Saint Barthelemy (33 BW)         |
| /       | 2007  | Pas de course                                             | Pas de course                                       | Pas de course                                      | Pas de course                           |
| 25e     | 2011  |                                                           |                                                     | - Cannibale de l'Unité Saint-Julien                |                                         |
| 26e     | 2012  | - Bouddha                                                 | - Saint-Bernard de l'Unité Saint-Julien             |                                                    |                                         |
| 27e     | 2013  | Course interrompue (neige)                                | Course interrompue (neige)                          | Course interrompue (neige)                         | Course interrompue (neige)              |
| 30e     | 2016  | Pilotis volant de l'unité Notre-Dame de Boetendael 46e LC |                                                     |                                                    |                                         |
| 31e     | 2017  | - Tipi d'indien de l'Unité Saint-Julien                   | - Tank de l'Unité Saint-Clément                     | - Taxi de la Compagnie Samba                       | - Tipi d'indien de l'Unité Saint-Julien |
| 32e     | 2018  | - Buzz l'éclair de l'Unité Saint-Julien                   | - Vaisseau spatial de l'Unité Saint-Clément         | - Astronaute de la troupe du grand veneur          |                                         |
| 33e     | 2019  | - Hélicoptère de l'Unité Saint-Clément                    | Montagne                                            | - Char Astérix & Obélix de l'Unité Saint-Julien    |                                         |
| 34e     | 2020  | Course annulée (coronavirus)                              | Course annulée (coronavirus)                        | Course annulée (coronavirus)                       | Course annulée (coronavirus)            |
| 35e     | 2021  | Course annulée (coronavirus)                              | Course annulée (coronavirus)                        | Course annulée (coronavirus)                       | Course annulée (coronavirus)            |
| 36e     | 2022  | - Lanterne d'Aladin de l'Unité Saint-Clément              | - Génie sortant de sa lampe de l'Unité Saint-Julien | - Tête de tigre                                    |                                         |
| 37e     | 2023  | - Wawa le dinosaure de l'Unité Saint-Julien               | Squelette de dinosaure de la Troupe de l'Épervier   | - Jeep de l'Unité Saint-Clément                    | /                                       |
| 38e     | 2024  |                                                           | Shrek de l'Unité Saint-Julien                       |                                                    |                                         |

### Vélos folklorique (vitesse)
| Édition                | Année | Vainqueur                                                 | Tours | Dauphin                                                   | Tours | Troisième                       | Tours |
| ---------------------- | ----- | --------------------------------------------------------- | ----- | --------------------------------------------------------- | ----- | ------------------------------- | ----- |
| 6e                     | 1990  | Troupe du Mistral                                         |       | Troupe St-Boniface                                        |       | Compagnie Mont-Saint-Guibert    |       |
| 7e                     | 1991  | Troupe du Hibou (39 WL)                                   |       | Troupe et Compagnie St-Boniface                           |       | Compagnie Mont-Saint-Guibert    |       |
| 8e                     | 1992  | Troupe de la Loutre                                       |       | Troupe du Hibou 39                                        |       | Compagnie du Campagnol          |       |
| 9e                     | 1993  | Troupe de l'Eclair (102 BI)                               |       | Compagnie du Campagnol                                    |       | Troupe du Hibou 39              |       |
| 13e                    | 1998  | Troupe Notre-Dame de Halle                                |       | Compagnie St-Paul                                         |       | Troupe St-Sébastien             |       |
| 14e                    | 1999  | Troupe Orion-Odyssée                                      |       | Poste Pionnier (6VM)                                      |       | Compagnie Ste-Croix             |       |
| 15e                    | 2000  | Poste Pi de la 2e RP                                      |       | Troupe des Buissonnets                                    |       | Troupe des Rangers              |       |
| 16e                    | 2001  | Troupe de l'Épervier                                      |       | Troupe Mercator                                           |       | Compagnie Ste-Croix             |       |
| 17e                    | 2002  | Troupe de l'Épervier                                      |       | Troupe des Buissonnets                                    |       | Troupe Sea-Scouts               |       |
| 18e                    | 2003  | Troupe de l'Épervier                                      |       | Troupe Sea-Scouts                                         |       | Compagnie Notre-Dame de Lourdes |       |
| 19e                    | 2004  | Troupe de l'Épervier (5 NM)                               |       | Poste Machu-Pichu - Piccadilly                            |       | Troupe des Aduatiques           |       |
| 20e                    | 2005  | Poste St-Louis (7 NM)                                     |       | Troupe 10e BW                                             |       | Troupe du Christ-Roi            |       |
| 21e                    | 2006  | Troupe Tom Dooley                                         | 165   | Troupe & Poste Orion-Odyssée                              | 158   | 2e Troupe St-Sébastien          | 153   |
| {\displaystyle 22^{e}} | 2008  | Troupe de l'Épervier                                      | 175   | Troupe Scouts 16e TO                                      | 159   | 33e BW St-Barthélémy - 2        | 141   |
| {\displaystyle 23^{e}} | 2009  | Troupe du Christ Roi                                      |       |                                                           |       |                                 |       |
| 24e                    | 2010  | Troupe du Christ Roi                                      | 177   | Troupe Tom Dooley                                         | 172   | Troupe Gemini                   | 151   |
| {\displaystyle 26^{e}} | 2012  |                                                           |       |                                                           |       | Troupe du Christ Roi            |       |
| 27e                    | 2013  | Course interrompue (neige)                                |       | Course interrompue (neige)                                |       | Course interrompue (neige)      |       |
| {\displaystyle 28^{e}} | 2014  |                                                           |       |                                                           |       | Troupe du Christ Roi            |       |
| {\displaystyle 29^{e}} | 2015  | Troupe du Christ Roi                                      |       |                                                           |       |                                 |       |
| {\displaystyle 30^{e}} | 2016  | Troupe Tom Dooley                                         | 189   | Compagnie Endurance                                       | 179   | Troupe Sea Scout                | 175   |
| 31e                    | 2017  | Troupe Lieutenant-Pierre Gailly                           | 210   | Troupe Saint Sébastien                                    | 203   | Troupe Tom Dooley               | 187   |
| 32e                    | 2018  | Troupe Lieutenant-Pierre Gailly                           | 193   | Compagnie Endurance                                       | 193   | Troupe du Christ Roi            | 177   |
| {\displaystyle 33^{e}} | 2019  | Troupe du Christ Roi                                      | 212   | Compagnie Endurance                                       | 206   | Troupe du Condor                | 201   |
| {\displaystyle 34^{e}} | 2020  | Course annulée (covid)                                    |       |                                                           |       |                                 |       |
| {\displaystyle 35^{e}} | 2021  | Course sur Strava (covid)                                 |       |                                                           |       |                                 |       |
| {\displaystyle 36^{e}} | 2022  | Compagnie Endurance                                       | 187   | Troupe du Christ Roi                                      | 182   | Troupe du Condor                | 172   |
| {\displaystyle 37^{e}} | 2023  | Chevaliers Saint Paul 11e                                 | 168   | Chevaliers Saint Paul 19 RP                               | 149   | Saint Augustin                  | 144   |
| 38e                    | 2024  | Unité 19-42 (Troupe du Christ Roi et Compagnie Endurance) | 183   | Chevalier St-Paul 19RP                                    | 181   | Troupe des 4 vents              | 169   |
| 39e                    | 2025  | Troupe des quatre vents 34e                               | 198   | Unité 19-42 (Troupe du Christ Roi et Compagnie Endurance) | 184   | Troupe Épervier                 | 182   |

### Stand
| Édition | Année | Vainqueur | Dauphin                                                    | Troisième                             |
| ------- | ----- | --- | ---------------------------------------------------------- | ------------------------------------- |
| 6e      | 1990  | Troupe Edelweiss (69 LC) |                                                            |                                       |
| 7e      | 1991  | Troupe Edelweiss (69 LC) |                                                            |                                       |
| 8e      | 1992  | Troupe Edelweiss (69 LC) |                                                            |                                       |
| 9e      | 1993  | Troupe Edelweiss (69 LC) |                                                            |                                       |
| 10e     | 1994  | Troupe Edelweiss (69 LC) |                                                            |                                       |
| 11e     | 1995  | Troupe Edelweiss (69 LC) |                                                            |                                       |
| 14e     | 1999  | |                                                            |                                       |
| 15e     | 2000  | Compagnie Endurance (42 BE) "Fusée Tintin" |                                                            |                                       |
| 16e     | 2001  | Compagnie des Minivets (43 BS) Troupe Edelweiss (69 LC) Cie et chne de Linkebeek (10 BS) Troupe Saint Sébastien (118 LC) Troupe Evasion (110 BH) "Miss et Mister 24h" |                                                            |                                       |
| 17e     | 2002  | Troupe et Poste Magellan (41 RP) "Bambou" |                                                            |                                       |
| 18e     | 2003  | Troupe Edelweiss (69 LC) Compagnie des Minivets (43 BS) "Fronton Grec"                                                                                                |                                                            |                                       |
| 19e     | 2004  | Troupe du Bison (151 RP) "Phare" |                                                            |                                       |
| 20e     | 2005  | Troupe Edelweiss (69 LC) Compagnie des Minivets (43 BS) "De l'usine à la ferme"                                                                                       |                                                            |                                       |
| 25e     | 2011  | | Troupe Saint Augustin                                      |                                       |
| 26e     | 2012  | Troupe Saint Augustin |                                                            |                                       |
| 27e     | 2013  | Course interrompue (neige) | Course interrompue (neige)                                 | Course interrompue (neige)            |
| 31e     | 2017  | Troupe du Bison | Troupe de l'étoile                                         | Troupe des Dragons & Cie des Amazones |
| 32e     | 2018  | Troupe des Dragons & Cie des Amazones | Compagnie des Minivets (43 BS)                             | Troupe du Tison Ardent                |
| 33e     | 2019  | Troupe du Tison Ardent |                                                            |                                       |
| 34e     | 2020  | Coronavirus- édition annulée |                                                            |                                       |
| 35e     | 2021  | Edition spéciale : A distance → pas de stand cette année là. |                                                            |                                       |
| 36e     | 2022  | Troupe du Tison Ardent "Palais de la Tisane" | Compagnie des Minivets (43 BS) et Troupe Edelweiss (69 LC) |                                       |
| 37e     | 2023  | Unité Woluwé Saint Pierre - 96ème Troupe des dragons et 89ème Compagnie amazones                                                                                      | Troupe du Tison Ardent "TISONNOSAURUS-REX"                 | Troupe du Bison                       |
| 38e     | 2024  | Troupe du Bison | Troupe du Tison Ardent "Maison Tisondor"                   |                                       |
| 39e     | 2025  | Troupe du Tison Ardent | Troupe du Bison                                            |                                       |

### Fair-play
| Édition | Année | Fair-Play                               |
| ------- | ----- | --------------------------------------- |
| 9e      | 1993  | Troupe St Georges (1103 Gand)           |
| 14e     | 1999  | Troupe Sainte Anne (49 LC)              |
| 15e     | 2000  | 4e Troupe des Ardents de St-Michel      |
| 16e     | 2001  | Troupe Sainte Anne (49 LC)              |
| 17e     | 2002  | Troupe Edelweiss (69 LC)                |
| 18e     | 2003  | T. des Éperviers-St André (114 WL)      |
| 19e     | 2004  | Troupe St Georges (1103 Gand)           |
| 20e     | 2005  | Scouts de Grez ASBL (H. Fédé)           |
| 24e     | 2010  | Troupe du Tison Ardent                  |
| 25e     | 2011  | Troupe Santiano                         |
| 27e     | 2013  | Course interrompue (neige)              |
| 28e     | 2014  | Troupe de l'Aurore (29eme)              |
| 31e     | 2017  | Compagnie Notre-Dame de Lourdes         |
| 32e     | 2018  | Troupe du Christ Roi                    |
| 33e     | 2019  | Troupe Atlas (Sainte Alène 38/9)        |
| 35e     | 2021  | 12e Unité de Nil-Saint-Vincent          |
| 36e     | 2022  | Troupe des Dragons                      |
| 37e     | 2023  | Troupe des 40e Rugissants (25e SSB-SGB) |
| 38ᵉ     | 2024  | 4e Troupe des Ardents de St-Michel      |

## Équipe organisatrice
| Édition | Année                    | Organisateur responsable (Président de l'asbl à partir de 2003) | Équipe |
| ------- | ------------------------ | --------------------------------------------------------------- | --- |
| 38e     | 2024                     | Cédric Timmermans                                               | Louis Dufour, Jean-luc Timmermans, Quentin Bertieaux, Lou Faelens, Simon Alexandre, Louis Wustenberg (Slurps), Marie Barbolani, Pierre Cunsecu, Charlotte Cassiers, Victoria Outelet, Julia Sedekaru, Augustin Chariot                                                               |
| 37e     | 2023                     | Gaspard Dehaspe                                                 | François Cornesse, Camille Meersseman, Pierre-Olivier Bertieaux, Antoine Cassiers, Élise Toussaint, Cédric Timmermans, Quentin Bertieaux, Louis Dufour, Marie Barbolani, Victoria Outelet, Louis Wustenberg (Slutz), Pierre Cunescu                                                  |
| 36e     | 2022                     | Marie Mahoux                                                    | Zoé Thiery, François Cornesse, Camille Meersseman, Héloïse De Norre, Pierre-Olivier Bertieaux, Fleur Geeraerd, Antoine Cassiers, Gaspard Dehaspe, Élise Toussaint, Cédric Timmermans, Quentin Bertieaux, Léna Celnik                                                                 |
| 35e     | 2021 (édition virtuelle) | Marie Mahoux                                                    | Zoé Thiery, François Cornesse, Camille Meersseman, Héloïse De Norre, Pierre-Olivier Bertieaux, Fleur Geeraerd, Antoine Cassiers, Gaspard Dehaspe, Élise Toussaint, Cédric Timmermans, Quentin Bertieaux, Léna Celnik                                                                 |
| 34e     | 2020 (édition annulée)   | Romain Alsteens                                                 | Romain Alsteens, Zoé Thiery, Coralie Geeraerd, Pierre-Olivier Bertieaux, Héloise De Norre, Alexandre Hoet, Camille Meersseman, Marie Mahoux et Nicolas Fontaine, Gaspard Dehaspe, Antoine Cassiers, Pierre Cunescu, François Cornesse                                                |
| 33e     | 2019                     | Martin Mahoux                                                   | Romain Alsteens, Madeleine de Hemptinne, Zoé Thiery, Joséphine Lemaire, Coralie Geeraerd, Pierre-Olivier Bertieaux, Héloise De Norre, Alexandre Hoet, Alexandre Dos Santos Camille Meersseman, Marie Mahoux et Nicolas Fontaine                                                      |
| 32e     | 2018                     | Martin Mahoux                                                   | Arnaud de Thier, Madeleine de Hemptinne, Delphine Declercq, Romane Verleyen, Joséphine Lemaire, Thomas Haÿez, Pierre-Olivier Bertieaux, Maxime Dufour, Romain Alsteens, Alexandre Hoet, Marie Mahoux et Nicolas Fontaine                                                             |
| 31e     | 2017                     | Charles-Antoine Maquest                                         | Martin Mahoux, Alexandra Redondo, Arnaud de Thier, Charles Dufour, Madeleine de Hemptinne, Delphine Declercq, Romane Verleyen, Benjamin Haulet, Valentine Weinand, Joséphine Lemaire, Dimitri Pètre et Thomas Haÿez                                                                  |
| 30e     | 2016                     | Charles-Antoine Maquest                                         | Maximilien Ralet, Martin Mahoux, Alexandra Redondo, Dimitri Pètre, Pauline Barbier, Arnaud de Thier, Charles Dufour, Delphine Declercq, Philippe Ricquier, Benjamin Haulet, Rui Vilela Neves et Pierre Blackman                                                                      |
| 29e     | 2015                     | Caroline Bertieaux                                              | Maximilien Ralet, Charles-Antoine Maquest, Alexandra Redondo, Nicolas Hoet, Pauline Barbier, Alice Declercq, François Bertieaux, Delphine Declercq, Philippe Ricquier, Alexandre Mennig, Rui Vilela Neves et Pierre Blackman                                                         |
| 28e     | 2014                     | Caroline Bertieaux                                              | Maximilien Ralet, Charles-Antoine Maquest, Antoine Kervyn, Nicolas Hoet, Pauline Barbier, Alice Declercq, François Bertieaux, Yolène Michel, Philippe Ricquier, Alexandre Mennig, Bernard Ricquier et Pierre Blackman                                                                |
| 27e     | 2013                     | Quentin Michel                                                  | Aurélie Tibbaut, Antoine Kervyn, Marie de Hemptinne, Maximilien Ralet, Jerôme Carniaux, Laurent Sterckx, Yolène Michel, Philippe Ricquier, Ludovic Van Den Plas, Bernard Ricquier et Caroline Bertieaux                                                                              |
| 26e     | 2012                     | Rémi Délépine                                                   | Quentin Michel, Aurélie Tibbaut, François d'Hondt, Marie de Hemptinne, Eléonore Verleyen, Jerôme Carniaux, Laurent Sterckx, Céline Omnozez, Marie Scheid, Ludovic Van Den Plas, Bernard Ricquier, Caroline Bertieaux et Bruno Somers                                                 |
| 25e     | 2011                     | Rémi Délépine                                                   | Pierre Gardinal, Aurélie Tibbaut, François d'Hondt, Marie de Hemptinne, Eleonore Verleyen, Jérôme Carniaux, Quentin Michel, Céline Omnozez, Marie Scheid, Martin Dayez, Bernard Ricquier, Florent Hayois et Kevin Lietar                                                             |
| 24e     | 2010                     | Xavier Joyeux                                                   | Rémi Délépine, Pierre Gardinal, Julie François, Marie de Hemptinne, Eléonore Verleyen, Aurore de Villegas, Olivier Deknop, Céline Omnozez, Christelle Joyeux, Martin Dayez, Gaelle Werquin, Florent Hayois et Kevin Lietar                                                           |
| 23e     | 2009                     | Xavier Joyeux                                                   | Thibaud Wyngaard, Pierre Gardinal, Julie François, Marie de Hemptinne, Eléonore Verleyen, Aurore de Villegas, Olivier Deknop, Vinciane Moies, Christelle Joyeux, Julien de Greef, Gaelle Werquin, Marguerite Lorent, Rémi Délépine et Nicolas Verstraete                             |
| 22e     | 2008                     | Yannick Franchimont                                             | Thibaud Wyngaard, Aurore de Villegas, Marguerite Lorent, Xavier Joyeux, Julie François, Pierre Gardinal, Sophie Donck, Alexandre de Goussencourt, Charles Grégoire, Vinciane Moies, Julien De Greef, Marie Foulon                                                                    |
| 21e     | 2006                     | Yannick Franchimont                                             | Thibaud Wyngaard, Quentin Saussez, Séverine Wolfs, Alexandre de Goussencourt, Bastien Schnock, Pierre-Olivier Scheid, Sophie Gruslin, Vinciane Moies, Arnaud Tabureau, Julien de Greef et Xavier Joyeux                                                                              |
| 20e     | 2005                     | Laurent Scheid                                                  | Ludovic Coppin, Quentin Saussez, Séverine Wolfs, Alexandre de Goussencourt, Bastien Schnok, Pierre-Olivier Scheid, Sophie Gruslin, Vinciane Moies, Eric Deweer, Damien Decaux, Jean-Yves Vincent, Yannick Franchimont, Quentin de Becker, Charles-Louis Detournay, Christophe Deweer |
| 19e     | 2004                     | Charles-Louis Detournay                                         | Quentin Saussez, Laurent Scheid, Alexandre de Goussencourt, Ludovic Coppin, Thibaut Delhaye, Maud Deweer, Jean-Yves Vincent, Eric Deweer et Damien Decaux |
| 18e     | 2003                     | Charles-Louis Detournay                                         | Christophe Deweer, Ludovic Coppin, Eric Deweer, Damien Decaux, Jean-Yves Vincent, Thomas Van Cangh, Quentin Saussez, Laurent Scheid et Thibaud Delhaye |
| 17e     | 2002                     | Charles-Louis Detournay                                         | Ludovic Coppin, Rodolphe Vermer, Christophe Deweer, Jean-Yves Vincent, Francois Vlieberg, Béatrice Gilmont, Bertrand Depré, Laurent Scheid, Thibaut Delhaye et Valerie Petre |
| 16e     | 2001                     | Charles-Louis Detournay                                         | Beatrice Gilmont, Valerie Petre, Rodolphe Vermer, Christophe Dewer, Francois Vliebergh, Bertrand Depré, Xavier Teichmann et Barthélémy Dumortier |
| 15e     | 2000                     | Jean-Yves Poncelet                                              | Beatrice Gilmont, Valerie Petre, Christophe Deweer, Xavier Ghiot, Charles-Louis Detournay, Cedric Callewaert, Barthélémy Dumortier et Xavier Teichmann |
| 14e     | 1999                     | Nicolas Pirard                                                  | Beatrice Gilmont, Charles-Louis Detournay, Cedric Callewaert, Francois-Xavier Montero, Jean-Yves Poncelet, Barthélémy Dumortier et Denis Hees |
| 13e     | 1998                     | Nicolas Pirard                                                  | Beatrice Gilmont, Charles-Louis Detournay, Francois-Xavier Montero, Jean-Yves Poncelet, Barthélémy Dumortier, Bruno Linder, Baudouin Callewaert et Denis Hees |
| 12e     | 1997                     | Nicolas Pirard                                                  | Guillaume Delahaye, Marie Mathot, Francois-Xavier Montero, Jean-Yves Poncelet, Barthélémy Dumortier, Augustin Lorent, Olivier Herman, Christian Bindels, Bruno Linder, Baudouin Callewaert, Vincent Callewaert et Denis Hees                                                         |
| 11e     | 1995                     | Laurent Hees                                                    | Donatienne Van Oost, Vincent Callewaert, Olivier Herman, Francois-Xavier Montero, Christian Bindels, Nicolas Pirard, Jean-Yves Poncelet, Olivier Linder, Jon Aasen, Denis Hees, Guillaume Delahaye et Dimitri Kozyreff                                                               |
| 10e     | 1994                     | Benoit Van Oost                                                 | Donatienne Van Oost, Pierre Montero, Francois-Xavier Montero, Pierre-Olivier Bindels, Paul-Étienne Boucquelle, Pierre-Alexandre Neumann, David Ortiz, Nicolas Pirard, Laurent Hees                                                                                                   |
| 9e      | 1993                     | Benoit Van Oost                                                 | Donatienne Van Oost, Pierre Montero, Pierre-Olivier Bindels, Paul-Étienne Boucquelle, Pierre-Alexandre Neumann, David Ortiz, Nicolas Pirard, Laurent Hees |
| 8e      | 1992                     | Benoit Van Oost                                                 | Donatienne Van Oost, Pierre Montero, Pierre-Alexandre Neumann, David Ortiz, Nicolas Pirard, Laurent Hees |
| 7e      | 1991                     | Nicolas Van Bunnen                                              | Donatienne Van Oost et Pierre Montero |
| 6e      | 1990                     | Benoit Van Oost                                                 | Jean-Grégoire Sépulchre et Pierre Montero |
| 5e      | 1989                     | Benoit Van Oost                                                 | Jean-Grégoire Sépulchre, Bernardo Herman, Yves Van Gheem et Frédéric O'Kelly |
| 4e      | 1988                     | Benoit Van Oost                                                 | Xavier Bindels, Bernardo Herman, Yves Van Gheem et Pierre Montero |
| 3e      | 1987                     | Benoit Van Oost                                                 | Pierre Montero, Hubert Nyssens, Yves Van Gheem et Stéphane Frantzen |
| 2e      | 1986                     | Stéphane Frantzen                                               | Pierre Montero |
| 1re     | 1985                     | Stéphane Frantzen                                               | |

## Logos des différentes éditions
| Date        | Logo                                                                  |
| ----------- | --------------------------------------------------------------------- |
| 2023        |                                                                       |
| 2017 -...   |                                                                       |
| 2016        |                                                                       |
| 2005        |                                                                       |
| 1997 - 2015 |                                                                       |
| 1995        | Logo des 24 Heures vélo du Bois de la Cambre 1996                     |
| 1994        | Logo des 24 Heures vélo du Bois de la Cambre 1995 pour la 10e édition |
| 1985 - 1993 |                                                                       |